# Puchner Antal Szaniszló
Báró Puchner Antal Szaniszló (Anton Stanislaus Freiherr von Puchner, Selmecbánya, 1779. november 11. – Bécs, 1852. december 28.) felvidéki születésű császári-királyi lovassági tábornok (kaiserlich-königliche General der Kavallerie), az 1848–49-es szabadságharccal ellenséges erdélyi császári-királyi csapatok főhadparancsnoka, majd a Lombard–Velencei Királyság részét képező Velence tartomány kormányzója.

## Életpályája
Pozsonyban végezett jogi tanulmányai után állt katonai szolgálatba. 1799 és 1801 között hadnagyként a nemesi testőrség tagja volt. Egy könnyűlovas ezred főhadnagyaként részt vett a napóleoni háborúkban, majd Itáliában szolgált, 1824-től ezredesi, 1832-től császári-királyi vezérőrnagyi (k.k. Generalmajor) rangba léptették elő. 1834 és 1840 között ő volt a pápai államot megszálló osztrák csapatok parancsnoka. 1840-től császári-királyi altábornagyként (k.k. Feldmarschallleutnant) a bécsi Udvari Haditanácsnál szolgált, majd 1846-ban az erdélyi főhadparancsnokság (Generalkommando) főhadparancsnokává nevezték ki. E minőségében 1848. május 29-én ő nyitotta meg az utolsó erdélyi országgyűlést, amely kimondta a Magyarországgal való uniót.
A Batthyány-kormány megalakulása után az erdélyi főhadparancsnokságot is a magyar hadügyminiszter alá rendelték, Puchner azonban magyar származása ellenére nem volt sem az unió, sem az alkotmány híve. A magyar minisztérium utasításait rendre figyelmen kívül hagyta és Latour bécsi hadügyminiszter – többnyire titkos csatornákon eljuttatott – utasításait követte. Az 1848. október 3-ai uralkodói manifesztum következményeként október 18-án nyíltan megtagadta az engedelmességet a magyar országgyűlésnek, és ostromállapotot hirdetett ki. Nagyszebeni főhadiszállásáról irányította az erdélyi hadműveleteket, aminek következtében december közepéig – Háromszék kivételével – egész Erdély a császáriak kezére jutott.
Az erdélyi magyar csapatok élére december 8-án kinevezett Bem tábornok sikerei után Puchner maga állt az erdélyi császári hadsereg élére. Az erdélyi téli hadjárat kezdetben váltakozó sikerrel folyt. Puchner a január 17-i gálfalvi ütközetet elvesztette, de Bem Nagyszeben ellen indított január 21-ei támadását sikerült visszavernie, majd február 4-én, a vízaknai ütközetben csaknem döntő vereséget mért a magyar csapatokra. Az 1849. február 9-i piski ütközetben végül Bem csapatai győztek, és rövidesen felszabadították Erdélyt. Puchner a megmaradt császári és cári csapatokkal Havasalföldre szorult ki. A szabadságharc elleni akciókban ezután már nem vett részt.
Rövidesen Bécsbe utazott, hogy vereségét igazolja. Mentségeit el is fogadták, a Bem elleni január 21-ei nagyszebeni és február 4-ei vízaknai győzelmei jutalmául március 13-án császári-királyi lovassági tábornokká (k.k. General der Kavallerie) léptették elő, és megkapta a Katonai Mária Terézia-rend parancsnoki keresztjét. 1849 októberében az Osztrák Császárság egyik koronatartományát képező Lombard–Velencei Királyság (Königreich Lombardo-Venetien) Velence tartományának kormányzója lett, de rövidesen, 1850. július 22-én lemondott, betegsége miatt nyugalomba kellett vonulnia. Bikali birtokán temették el.

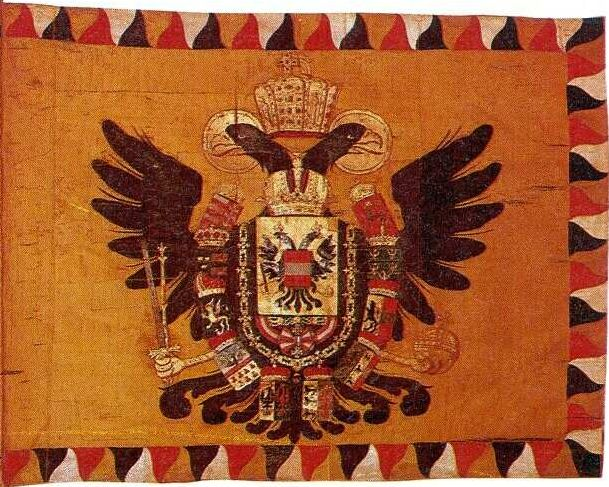
A Császári-Királyi Hadsereg csapatzászlaja (k.k. Truppenfahne) az 1800-as évek derekán
Császári-királyi vezérőrnagy (k.k. Generalmajor) rangjelzése
Császári-királyi altábornagy (k.k. Feldmarschallleutnant) rangjelzése
Császári-királyi gyalogsági (k.k. General der Infanterie), császári-királyi lovassági tábornok (k.k. General der Kavallerie) és táborszernagy (k.k. Feldzeugmeisters) rangjelzése